# Kuyucu Murad Pacha
Kuyucu Murat Pacha, (né vers 1520 et mort le 5 août 1611 à Diyarbakır), est un bosniaque qui devint grand vizir ottoman sous le règne d'Ahmet Ier entre le 11 décembre 1606 et le 5 août 1611. Il meurt subitement au cours du conflit entre l'Empire ottoman et les Séfévides de 1603-1618.

## Descriptions de Kuyucu Murad Pacha
- Mehmed Süreyya (tr) : « Il était loyal, véridique et courageux. »[2]
- İsmail Hakkı Uzunçarşılı (en) : « Il était déterminé, expérimenté, féroce et implacable. Il était très loyal à la dynastie ottomane. Il savait garder son sang froid et dissimuler ses sentiments et, lorsque l'occasion se présentait, agir et réussir. Sultan Ahmed le surnommait "Papa". »[3]

## Médias

### Télévision
- Muhteşem Yüzyıl: Kösem, saison 1, il est interprété par Cihan Ünal (en).